# Eleni Pjollaj
Eleni Pjollaj (ur. 27 lutego 1999) – włoska zapaśniczka walcząca w stylu wolnym. Zajęła 31. miejsce na mistrzostwach świata w 2019. 
Piąta na mistrzostwach Europy w 2022. Trzecia na MŚ U-23 w 2021, a także na ME juniorów w 2017 i wśród kadetów w 2016 roku.